# Rońsko-Kolonia
Rońsko-Kolonia – część miasta oraz dzielnica Krasnegostawu w województwie lubelskim, położona w widłach Żółkiewki i Wieprza, na południowych rubieżach miasta, a jej główną osią jest ulica Borowa. Od zachodu graniczy ze wsią Rońsko.

## Historia
Rońsko-Kolonia to dawna kolonia wsi Rońsko. W latach 1867–1954 należała do gminy Krasnystaw w powiecie krasnostawskim, początkowo w guberni lubelskiej, a od 1919 w woj. lubelskim. Tam 14 października 1933 weszła w skład gromady o nazwie Rońsko w gminie Krasnystaw, składającej się ze wsi Rońsko, folwarku Rońsko oraz kolonii Rońsko.
Podczas II wojny światowej Sidorki włączono do Generalnego Gubernatorstwa (dystrykt lubelski, Kreis Krasnystaw). Po wojnie ponownie w województwie lubelskim, już jako samodzielna gromada, jedna z 13 gromad gminy Krasnystaw w powiecie krasnostawskim.
W związku z reformą znoszącą gminy jesienią 1954 roku, Rońsko-Kolonię włączono do nowo utworzonej gromady Krasnystaw, gdzie istniało w latach 1954–1956. 1 stycznia 1957 zostało siedzibą nowo utworzonej gromady Rońsko-Kolonia, która przetrwała trzy lata. 1 stycznia 1960 Rońsko-Kolonię włączono do nowo utworzonej gromady Zażółkiew w tymże powiecie. Tam przetrwała niecałe trzy miesiące, bo już 29 marca 1960 gromadę Zażółkiew zniesiono przez przeniesienie siedziby GRN z Zażółkwi do Rońska-Kolonii i zmianę nazwy jednostki na gromada Rońsko kolonia. Kolejna zmiana nastąpiła 1 stycznia 1962, kiedy gromadę Rońsko-Kolonia ponownie zniesiono, przekształcając ją w gromadę Krasnystaw. Tam wreszcie Rońsko-Kolonia przetrwało do końca 1972 roku, czyli do kolejnej reformy gminnej.
1 stycznia 1973 Rońsko-Kolonię (271,22 ha) włączono do Krasnegostawu.